# 미카미 다쿠
미카미 다쿠 또는 미카미 다카시(일본어: 三上卓, 1905년 3월 22일 ~ 1971년 10월 25일)은 일본 쇼와 시대에 걸쳐 활약했던 해군 군인이자 우익 활동가였다. 그는 제2차 세계 대전 이전 5.15 사건 및 전후의 3무 사건의 두 사건에 모두 참가한 인물로 알려져 있다. 최종 계급은 해군 중위였다.

## 약력
- 사가현 사가 군 혼조 촌(本庄村) (지금의 사가시) 출신
- 사가 중학교 졸업
- 1926년 3월 - 해군병학교 졸업(54기)
- 1930년 -「청년 일본의 노래(青年日本の歌)」와 「쇼와 유신의 노래(昭和維新の歌)」를 작사, 작곡
- 1932년 4월 - 중순양함「묘코」승무원
  - 5월 - 5.15 사건에서 이누카이 쓰요시 수상을 습격
- 1941년 3월 - 이노우에 닛쇼, 요쓰모토 요시타카, 히시누마 고로 등과 함께 「히모로기슈쿠」(ひもろぎ塾)를 설립, 고노에 후미마로 전 수상의 브레인으로 활약
- 1961년 - 3무 사건에 참가

## 가족 관계
- 아버지 : 미카미 아라타(三上新) - 북선일일신문(北鮮日日新聞) 사장
- 아내 : 미카미 와카(三上わか, 1918년 ~ 2010년) - 우쓰노미야 미치오(宇都宮三千雄) 육군 대좌의 딸로 우쓰노미야 다로 육군 대장의 조카딸. 2010년에 93세로 사망하였다.